# والتر لانتس
والتر لانتس (انگلیسی: Walter Lantz؛ ۲۷ آوریل ۱۸۹۹ – ۲۲ مارس ۱۹۹۴) کارگردان فیلم، تهیه‌کننده، انیماتور، هنرپیشه و فیلم‌نامه‌نویس اهل ایالات متحده آمریکا بود.
از فیلم‌ها یا مجموعه‌های تلویزیونی که وی در آن‌ها نقش داشته است، می‌توان به چیلی ویلی اشاره نمود.
وی همچنین برندهٔ جوایزی همچون جایزه آنی شده است.